# Perception de la parole
La perception de la parole est le processus par lequel les humains sont capables d'interpréter et de comprendre les sons utilisés dans le langage. L'étude de la perception de la parole est reliée aux champs de la phonétique, de phonologie en linguistique, de psychologie cognitive et de perception en psychologie. Les recherches dans ce domaine essaient de comprendre comment les auditeurs humains reconnaissent les phonèmes (sons de la paroles) ou autres sons tels que la syllabe ou les rimes, et utilisent cette information pour comprendre le langage parlé. Ces recherches ont des applications dans la construction de systèmes informatiques qui puissent reconnaître la parole.

## Définition
Le processus de perception de la parole commence au niveau du signal sonore et des processus d'audition. Après le traitement du signal auditif initial, les phonèmes sont traités pour extraire les indices acoustiques et l'information phonétique. Cette information de la parole peut aussi être utilisée pour des niveaux supérieurs de traitement du langage, comme la reconnaissance de mots.
Dans cette thématique générale, les chercheurs peuvent étudier comment les individus distinguent les langues entre elles (grande pertinence de ces recherches sur le nourrisson et dans l'étude du bilinguisme, mais aussi comment un individu segmente le flux de la parole (quelles sont les unités linguistiques pertinentes utilisées) dans sa langue maternelle, mais aussi dans des langues seconde ou étrangère.

## Neuroanatomie fonctionnelle de la perception de la parole
Les deux hémisphères du cerveau (droit et gauche) sont divisés en cinq lobes qui assurent chacun des fonctions particulières. Le lobe frontal est impliqué dans le raisonnement, la mémoire, la prise de décision, les mouvements, la personnalité, la parole et le langage. Le lobe temporal joue un rôle dans les tâches de langage, d’audition, de mémoire, et les émotions. Le lobe pariétal, quant à lui, s’occupe de la lecture, du repérage dans l’espace et de la sensibilité.

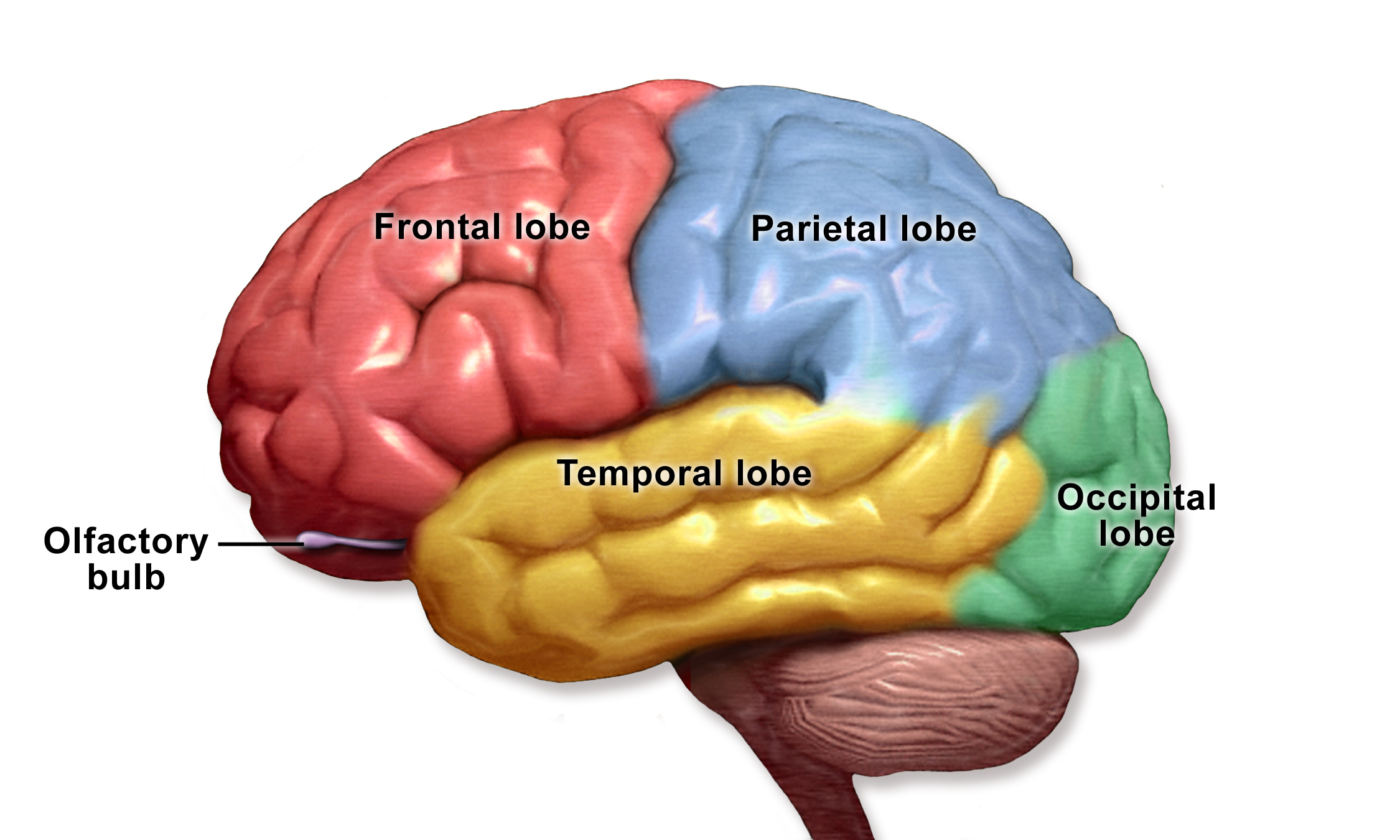
Vue latérale gauche du cerveau.

Lorsqu’il est question de modularité et de langage, la vision classique stipule que la région périsylvienne gauche serait impliquée dans le langage. Selon cette vision, l’aire de Broca (lobe frontal) serait exclusivement responsable de la production du langage, alors que l’aire de Wernicke (lobe temporal) serait uniquement responsable de la compréhension. On sait toutefois aujourd’hui que l’aire de Broca et l’aire de Wernicke  possèdent également d’autres fonctions. En effet, l’aire de Broca remplit des fonctions cognitives telles que l’interprétation des actions d’autrui, la boucle phonologique dans la mémoire de travail, la préhension (« grabbing ») et à la manipulation d’objets. Aussi, bien que la région périsylvienne soit favorisée, nombre d’autres régions du cerveau sont impliquées dans le langage. Notamment, le lobe pariétal participerait à la prononciation de mots entendus alors que le lobe occipital est sollicité pour la prononciation de mots lus. Certaines zones sous-corticales sont également impliquées : l’insula, le striatum (noyau caudé, putamen), les ganglions de la base et le thalamus. De plus, malgré le fait que la vision classique attribue une fonction centrale à l’hémisphère gauche, des recherches plus récentes ont montré que l’hémisphère droit joue également un rôle important dans la faculté de langage,.

### Les aires du langage

#### Gyrus frontal inférieur
Le gyrus frontal inférieur se situe au-dessus du sillon latéral aussi appelé la scissure de Sylvius. Le gyrus frontal inférieur comprend trois parties : la partie operculaire ou pars opercularis (aire de Brodmann (BA) 44), la partie triangulaire ou pars triangularis (aire de Brodmann 45) et la partie orbitaire ou pars orbitalis (aire de Brodmann 47). La partie operculaire est responsable du traitement phonologique en rapport avec la mémoire de travail, la production de la parole et le traitement de phrases complexes. La partie triangulaire est, quant à elle, impliquée dans les aspects sémantiques, lexicaux et syntaxiques du langage. Ensemble, les parties operculaire et triangulaire constituent l’aire de Broca. La partie orbitaire jouerait finalement un rôle dans le traitement de la syntaxe. 

#### Gyrus temporal supérieur et aire de Wernicke
Le gyrus temporal supérieur contient l’aire de Wernicke (aire de Brodmann 22) qui se situe, elle-même, près de l’aire auditive. Cette aire, selon la vision classique, a été identifiée comme étant dédiée uniquement à la compréhension des sons linguistiques, mais des études plus récentes ont démontré que certaines sous-régions de BA22 sont  impliquées dans des tâches langagières plus variées : traitement de la parole et autres sons, parole prononcée par autrui et certaines tâches de production de la parole.

#### Faisceau arqué
Broca et Wernicke travaillent en tandem. Le transfert de l’information entre ces deux régions est assuré par un important faisceau de fibres nerveuses : le faisceau arqué. Une destruction du faisceau arqué peut entraîner une aphasie de conduction. Ce type d’aphasie se caractérise par un nombre important de paraphasies. Elle se différencie de l’aphasie de Wernicke puisqu’elle ne s’accompagne généralement pas de troubles de compréhension.

#### Territoire de Geschwind
Le territoire de Geschwind, aussi appelé lobule pariétal inférieur, constitue une voie alternative au faisceau arqué. Il lie les aires de Broca et de Wernicke. Le territoire de Geschwind est constitué du gyrus angulaire (BA39) et du gyrus supramarginal (BA40). Parmi les rôles du gyrus angulaire, on retrouve : le traitement sémantique (aussi effectué par le gyrus cingulaire postérieur), le traitement des émotions et de la douleur, etc. Le gyrus supramarginal s’occupe quant à lui du traitement phonologique et articulatoire. Le territoire de Geschwind est un endroit clé dû à sa localisation, c’est-à-dire à la jonction des cortex auditif, visuel, somatosensoriel et des neurones multimodaux.

#### Autres structures reliées au langage
D’autres structures comme le planum temporal, le gyrus de Heschl et le cervelet sont impliquées  dans la faculté de langage. Le gyrus de Heschl se trouve dans la région du cortex auditif. Une lésion à cette région peut entraîner un trouble de la compréhension du langage oral souvent appelé surdité verbale. Le planum temporal est situé à la surface supérieure du lobe temporal. Cette région est la plus asymétrique du cerveau ; le planum temporal gauche peut être jusqu’à cinq fois plus gros que le droit. Cette région est activée pendant des tâches de langage lors de l’imagerie cérébrale fonctionnelle. Son rôle précis n’est pas encore connu. Le cervelet, quant à lui, est impliqué dans la compréhension du langage, l’acquisition du vocabulaire, l’anticipation langagière.

### Latéralisation
Le phénomène de latéralisation cérébrale réfère au fait que certaines fonctions du cerveau sont prises en charge par l’un ou l’autre des hémisphères du cerveau, plus précisément que chaque hémisphère possède ses propres spécialisations fonctionnelles. L’hémisphère « dominant » est celui qui a un plus grand rôle à jouer pour une fonction particulière. Par exemple, l’hémisphère gauche est dominant pour les tâches linguistiques et analytiques alors que l’hémisphère droit domine dans les tâches visuelles et spatiales. Les hémisphères sont en quelque sorte des images miroir, dirigeant de manière croisée les sensations et les mouvements du corps, se définissant par le terme de controlatéralité. L’hémisphère gauche contrôle les mouvements et sensations du côté droit du corps et vice versa. Le fait que les deux hémisphères soient symétriques n’indique cependant pas qu’ils ont exactement les mêmes capacités. Depuis les premières études sur la latéralisation des fonctions du cerveau, plusieurs technologies et instruments de mesure se sont développés. L'électroencéphalographie, les potentiels évoqués, la magnétoencéphalographie et plusieurs autres technologies ont permis d’observer un certain type de mesure de réaction des hémisphères.

#### Débuts de la latéralisation
La conception actuelle de la latéralisation du cerveau provient en grande partie des résultats de l'effet de lésions du cerveau sur les fonctions langagières. Les effets d'une lésion unilatérale n'a pas les mêmes effets qu'une lésion bilatérale, surtout lorsque la lésion survient très tôt dans la vie. Effectivement, plus l'individu est jeune lors de la lésion, plus l'atteinte sera légère et de moindre durée. L'hypothèse serait que les dissymétries hémisphériques soient présentes dès la naissance et qu’il y aurait donc latéralisation des fonctions hémisphériques par le fait même. Galaburda (1995) a observé que, globalement, le cerveau ne change pas après la naissance. Le cerveau croît en taille mais ne change pas beaucoup. Cela explique pourquoi les dissymétries dans le cerveau d’un nouveau-né perdureraient à l’âge adulte, et cela serait donc en faveur d’une latéralisation présente même avant la naissance, au niveau fœtal.

### Plasticité cérébrale
« La plasticité cérébrale réfère à la capacité du cerveau de modifier son organisation fonctionnelle de manière adaptative. » Les connexions neuronales étant en constante reconstruction, l’hémisphère droit peut donc se trouver responsable de certaines fonctions qui étaient auparavant exercées dans l’hémisphère gauche. En d’autres mots, certaines fonctions peuvent ne pas être touchées ou s’améliorer puisque l’autre hémisphère prendra en charge celles-ci grâce au connexions neuronales qui en découlent. Par exemple, certaines études portant sur la récupération après lésion cérébrale précoce ont démontré une récupération parfaite du langage lors de lésions à l’hémisphère gauche. L’hémisphère droit a donc pris en charge certaines fonctions du langage dont il n’était pas responsable auparavant.

### Le rôle de l'hémisphère droit dans la perception de la parole
Les recherches concernant l’hémisphère droit se sont développées beaucoup plus tardivement que celles effectuées à propos de l’hémisphère gauche. Une des raisons pouvant expliquer ce fait est qu’il est nécessaire de retrouver des lésions plus étendues à l’hémisphère droit afin de constater des altérations significatives alors que de petites lésions situées à des aires spécifiques de l’hémisphère gauche peuvent entraîner des troubles langagiers beaucoup plus évidents.
L’hémisphère droit est reconnu pour être dominant dans les fonctions suivantes : habiletés musicales, perception des visages et des objets, copie de figures, comportement émotionnel et les fonctions visuo-spatiales.
Grâce aux cas de cérébroléses à l’hémisphère droit, il a été démontré que cet hémisphère jouait aussi un rôle dans le langage plus précisément dans la compréhension du contexte. Cet hémisphère est davantage impliqué dans la pragmatique qui se définit comme étant l’utilisation du contexte afin de comprendre un énoncé. Les cérébrolésés droits éprouvent particulièrement des difficultés langagières à propos de la prosodie, l’organisation du discours et la compréhension du langage non-littéral vu leur troubles concernant la pragmatique. Les patients ayant une lésion à l’hémisphère droit sont souvent reconnus comme étant des personnes sans émotions puisqu’ils ont une incapacité à exprimer leurs sentiments observable grâce à l’intonation et l’accentuation de la parole. Les cérébrolésés droits démontrent aussi une organisation du discours qui est touchée puisqu’ils possèdent une capacité réduite à reconnaître certains indices lors d’un contexte de communication telles que les nuances apportées par les mots, le langage corporel, les intentions du locuteur et les conventions sociales. Un autre trouble pragmatique connu par les patients atteints d’une lésion à l’hémisphère droit est celui de ne pas reconnaître le langage non-littéral tel que l’ironie, les métaphores, les blagues et les actes de langage indirects (exemple : « Quelle heure est-il ? » Les personnes cérébrolésées droits sont incapables de sous-entendre qu’elles doivent donner l’heure). Le langage non-littéral est d’ailleurs souvent utilisé par les locuteurs afin d’inférer leur message.

#### Lien entre l'hémisphère droit et le trouble du spectre autistique
Le trouble du spectre autistique mieux connu sous le nom de l'autisme se caractérise notamment par des déficits persistants dans la communication et dans les interactions sociales. Certaines études ont démontré que les personnes autistes avaient une performance similaire à celle des personnes ayant une lésion à l’hémisphère droit. Tous les deux démontrent effectivement des troubles de la pragmatique plus précisément dans la compréhension de l'humour, les inférences et dans le langage non-littéral. Les personnes avec autisme ont des difficultés à comprendre des blagues et à faire des inférences puisqu’ils ont une rigidité cognitive. Autrement dit, sans apprentissages spécifiques, elles n’ont pas l'entière capacité de réinterpréter les informations sous une nouvelle perspective. De plus, on retrouve chez certaines personnes autistes des difficultés à intégrer deux énoncés à la fois et à réviser l’interprétation initiale lorsqu’une nouvelle information est présentée, ce qui vient appuyer la présence d’un déficit de flexibilité mentale.
Puisque les patients cérébrolésés à l’hémisphère droit et les personnes autistes ont des performances très similaires, les chercheurs sont arrivés à la conclusion que l’hémisphère droit serait impliqué dans certains troubles de communication dans l’autisme et qu’il serait également responsable de certaines fonctions cognitives telles que la flexibilité et la mémoire à court terme.

## Sujets de recherches

### La perception de la parole par les personnes malentendantes ou ayant des altérations du langage
Les recherches sur la perception du langage par ces personnes n'est pas seulement prévu pour découvrir des traitements possibles. Cela peut fournir des idées sur les principes qui sous-tendent la perception de la parole de personnes saines. Deux champs de recherche peuvent servir d'exemple :
- L'aphasie, qui affecte à la fois l'expression et la réception du langage. Les deux types les plus communs, les aphasie de Broca et de Wernicke, affectent la perception de la parole à un certain degré. L'aphasie de Broca cause des difficultés modérées pour la compréhension du langage. Les effets de l'aphasie de Wernicke sur la compréhension est plus sévère. Il est communément admis que les patients aphasiques souffrent de déficits perceptifs. Ils sont incapables de distinguer complètement leurs lieux d'articulation et de sonorité.

- L'implant cochléaire, qui permet une restauration partielle de l'audition pour les personnes sourdes. L'information acoustique transmise par l'implant est suffisant pour les utilisateurs d'implants pour reconnaître correctement la parole de gens qu'ils connaissent sans indices visuels. Pour les utilisateurs d'implants cochléaires, il est plus difficile de comprendre un locuteur et des sons inconnus. Les habiletés perceptuelles des enfants qui reçoivent des implants avant l'âge de 2 ans sont significativement meilleures que ceux qui sont implantés à l'âge adulte. Un certain nombre de facteurs influencent la performance perceptuelle. Il y a surtout la durée de surdité avant l'implantation, l'âge de début de la surdité (il existerait une période critique) et la durée d'utilisation des implants. Il y a une différence entre les enfants ayant une surdité congénitale et ceux qui l'ont acquise.

### Le bruit
Un des problèmes de base dans l'étude de la parole est : « comment traitons-nous le bruit dans le signal de la parole ? ». Cela est montré par la difficulté qu'ont les programmes informatiques de reconnaissance de la parole pour reconnaître la parole humaine. Ces programmes peuvent reconnaître la parole quand ils ont été entraînés sur une voix d'un locuteur spécifique et dans des conditions de silence. Cependant, lorsqu'ils se trouvent dans des conditions plus réalistes, ils ont souvent des résultats décevants, tandis que les humains n'ont pas de difficultés.
Un des indices permettant à l'humain de compenser les effets néfastes du bruit auditif sur la perception de la parole est notamment l'utilisation des indices visuels issus des mouvements faciaux.
Cette utilisation dans la perception de la parole d'indices auditifs et visuels a pour nom l'intégration audio-visuelle de la parole. Cette intégration est d'autant plus pertinente que le stimulus auditif est dégradé et peut notamment être mis en lumière par la démonstration de l'Effet McGurk.
Notons que dans d'autres domaines tels que la perception des objets, d'autres phénomènes d'intégration multisensorielle (c'est-à-dire entre plusieurs modalités sensorielles) ont été démontrés (par exemple intégration visuo-tactile lors de la perception d'objets).